# Мухтаруллина, Айгуль Раисовна
Айгуль Раисовна Мухтаруллина (род. 21 июля 1970, Уфа, БАССР, РСФСР, СССР) — языковед. Доктор филологических наук (2006), профессор.

## Биография
Родилась 21 июля 1970 в Уфе, в семье советского геолога Раиса Мухтаруллина и редактора Башкирского Дома Печати Савии Габдулловны.
В 1992 году окончила Башкирский государственный университет (ныне Уфимский университет науки и технологий), факультет романо-германской филологии, затем, с 1992 по 1995 училась в аспирантуре, по окончании которой успешно прошла защиту кандидатской диссертации на тему: «Когнитивный аспект модальности в английских и башкирских текстах». По окончании аспирантуры поступила в докторантуру, получила степень доктора наук ещё до 35 лет.
1999—2007 — доцент, заведующая кафедрой английской филологии Историко-филологического факультета в Сибайском институте Башкирского государственного университета.
2007—2010 — профессор, заведующая кафедрой гуманитарных и социологических наук Уфимской государственной академии искусств.
2010—2013 — декан факультета Башкирской филологии и журналистики Башкирского государственного университета (ныне Уфимский университет науки и технологий), с 2015 года — заведующая кафедрой иностранных языков гуманитарных факультетов Башкирского государственного университета (ныне Уфимский университет науки и технологий).
Входит в состав советов по защите кандидатских диссертаций по специальностям: «Образование и педагогические науки», «Языкознание и литературоведение».

## Сочинения
Автор более 60 научных работ, 18 из которых опубликовано в базе РИНЦ.
АКТУАЛЬНЫЕ ПРОБЛЕМЫ ТЕОРЕТИЧЕСКОЙ И ПРИКЛАДНОЙ ФИЛОЛОГИИ
Материалы III Международной научно-практической конференции, посвященной 35-летию кафедры иностранных языков гуманитарных факультетов / Редакционная коллегия: А. Р. Мухтаруллина (отв. редактор), Г. Ф. Хакимова (зам. отв. редактора), Р. Ф. Брылева (отв. секретарь). 2017.
КОГНИТИВНОЕ СТРУКТУРИРОВАНИЕ МОДАЛЬНОЙ ИНФОРМАЦИИ В ТЕКСТЕ КОРОТКОГО РАССКАЗА
Мухтаруллина А. Р.
В сборнике: Актуальные проблемы теоретической и прикладной филологии Материалы III Международной научно-практической конференции, посвященной 35-летию кафедры иностранных языков гуманитарных факультетов. Редакционная коллегия: А. Р. Мухтаруллина (отв. редактор), Г. Ф. Хакимова (зам. отв. редактора), Р. Ф. Брылева (отв. секретарь). 2017. С. 198—222.
ДЕОНТИЧЕСКАЯ МОДАЛЬНОСТЬ АНГЛОЯЗЫЧНОГО НАУЧНОГО ДИСКУРСА
Мухтаруллина А. Р., Ризяпова Э. М.
В сборнике: Языки в диалоге культур Материалы II Международной научно-практической конференции, посвященной 100-летию со дня рождения первого ректора БашГУ (ныне Уфимский университет науки и технологий) Шайхуллы Хабибулловича Чанбарисова: в 2 частях. Ответственный редактор Шпар Е. В.. 2016. С. 46-50. 0
4
```
АКТУАЛЬНЫЕ ПРОБЛЕМЫ ТЕОРЕТИЧЕСКОЙ И ПРИКЛАДНОЙ ФИЛОЛОГИИ
```

Материалы I Международной электронной (заочной) научной конференции / 2015.
КОГНИТИВНЫЕ ОСНОВЫ МЕТОНИМИЙ И МЕТАФОР В АНГЛОЯЗЫЧНОМ ХУДОЖЕСТВЕННОМ ТЕКСТЕ
Мухтаруллина А. Р.
Современные проблемы науки и образования. 2015. № 2. С. 360.
ЭМОТИВНО-ОЦЕНОЧНЫЙ ПАРАМЕТР ЯЗЫКОВОЙ ЛИЧНОСТИ В АНГЛОЯЗЫЧНЫХ ПАРЕМИЯХ
Мухтаруллина А. Р.
В сборнике: Наука и образование в современном обществе: вектор развития Сборник научных трудов по материалам Международной научно-практической конференции: в 7 частях. ООО «Ар-Консалт». 2014. С. 63-64.
КОГНИОТИП СУДЕБНОГО ДИСКУРСА КАК СФЕРА ВЗАИМОДЕЙСТВИЯ МОДАЛЬНОСТИ, ПРАГМАТИКИ И ИНТЕРТЕКСТУАЛЬНОСТИ
Мухтаруллина А. Р.
Научно-исследовательские публикации. 2014. № 9 (13). С. 5-23.
ТИПЫ МОДАЛЬНЫХ ЗНАЧЕНИЙ В АНГЛОЯЗЫЧНОМ ЭПИСТОЛЯРНОМ ДИСКУРСЕ
Мухтаруллина А. Р.
Научные труды SWorld. 2014. Т. 19. № 2. С. 24-27.
ГЛАГОЛЫ ЗРИТЕЛЬНОГО ВОСПРИЯТИЯ КАК РЕПРЕЗЕНТАТИВЫ СЕНСОРНОЙ МОДАЛЬНОСТИ
Мухтаруллина А. Р., Ризяпова Э. М.
В сборнике: ПРОБЛЕМЫ МНОГОЯЗЫЧИЯ В ПОЛИЭТНИЧЕСКОМ ПРОСТРАНСТВЕ Материалы Международной научно-практической конференции, посвященной 75-летию факультета романо-германской филологии Башкирского государственного университета. 2013. С. 252—257.
CINEMATIC DISCOURSE ORIENTED CONCEPTS OF VISUAL PERCEPTION
Mukhtarullina A.R., Rizyapova E.M.
В сборнике: Актуальные проблемы функционально-когнитивной лингвистики, лингвокультурологии и переводоведения Материалы заочного научного семинара с международным участием памяти профессора В. М. Калимуллиной. 2013. С. 81-88.
ТЕРМИНЫ-МЕТАФОРЫ В КОМПЬЮТЕРНОМ ДИСКУРСЕ
Мухтаруллина А. Р.
Вестник Башкирского университета. 2012. Т. 17. № 3 (I). С. 1628—1631.
ДИСКУРСИВНЫЕ СЛОВА (НА ПРИМЕРЕ БЫТОВОГО ОБЩЕНИЯ)
Мухтаруллина А. Р., Азаматова Г. Б.
Вестник Башкирского университета. 2012. Т. 17. № 3 (I). С. 1632—1634.
ДЕОНТИЧЕСКАЯ МОДАЛЬНОСТЬ В АНГЛОЯЗЫЧНОМ ХУДОЖЕСТВЕННОМ ДИСКУРСЕ
Мухтаруллина А. Р.
Вестник Башкирского университета. 2011. Т. 16. № 3-1. С. 1049—1051.
BASHKIR FOLK EPIC STORIES
Уфа, 2010.
КОГНИТИВНЫЕ ОСНОВАНИЯ ОНОМАСИОЛОГИЧЕСКОЙ ИНТЕРПРЕТАЦИИ СУПЕРКОНЦЕПТА «ТО WORK» В АНГЛИЙСКОЙ ГЛАГОЛЬНОЙ ФРАЗЕОЛОГИЧЕСКОЙ СИНОНИМИЧЕСКОЙ ПАРАДИГМЕ
Мухтаруллина А. Р., Утяшева Т. З.
Вестник Российского университета дружбы народов. Серия: Русский и иностранные языки и методика их преподавания. 2007. № 2. С. 87-94.
КОГНИТИВНО-ПРАГМАТИЧЕСКИЙ АСПЕКТ МОДАЛЬНОСТИ В РАЗГОВОРНОМ ДИСКУРСЕ
Мухтаруллина А. Р., Биктимирова Г. Р.
Научные труды SWorld. 2007. Т. 5. № 3. С. 64-67.
КОГНИТИВНЫЙ АСПЕКТ МОДАЛЬНОСТИ В АНГЛИЙСКИХ И БАШКИРСКИХ ТЕКСТАХ
Мухтаруллина А. Р.
автореферат диссертации на соискание ученой степени доктора филологических наук / Волгоградский государственный педагогический университет. Волгоград, 2005
КОГНИТИВНЫЙ АСПЕКТ МОДАЛЬНОСТИ В АНГЛИЙСКИХ И БАШКИРСКИХ ТЕКСТАХ
Мухтаруллина А. Р.
диссертация на соискание ученой степени доктора филологических наук / Волгоград, 2005
ФРЕЙМОВАЯ ОРГАНИЗАЦИЯ ТЕКСТОВОЙ МОДАЛЬНОСТИ
Мухтаруллина А. Р.
Вестник Башкирского университета. 2005. Т. 10. № 1. С. 80-82.
БАШҡОРТ ХАЛЫҡ ЙЫРҙАРЫ, ЙЫР-РИүәЙәТТәРЕ = БАШКИРСКИЕ НАРОДНЫЕ ПЕСНИ, ПЕСНИ-ПРЕДАНИЯ
Nadrshina F.A.
Уфа, 1997.